# 盲人の寓話
『盲人の寓話』（もうじんのぐうわ、伊: Parabola dei ciechi、英: The Blind Leading the Blind）は、初期フランドル派の巨匠ピーテル・ブリューゲルが死の前年の1568年に制作した絵画である。『聖マルティンのワイン祭り』 (プラド美術館)、『人間嫌い』 (カポディモンテ美術館) などとともに、キャンバス上にテンペラという技法で描かれている数少ないブリューゲル作品の1つである。描かれているのは盲人であるが、宗教的な盲目の寓意を表している。作品は、ナポリのカポディモンテ美術館に所蔵されている。

## 主題
この作品が制作された当時は、プロテスタントによる宗教改革の嵐がブリューゲルの暮らしていたネーデルラントに吹き荒れ、ルター派、カルヴァン派、再洗礼派などが人々の信仰生活に大きな混乱と動揺を引き起こしていた。本作は、偽りの指導者に導かれ、真の宗教 (カトリック) に盲目になった民衆を暗喩しているのであろう。作品の主題は、「盲人が盲人の案内をしたら、2人とも穴に落ちてしまう」という『新約聖書』中の「マタイによる福音書」(15:14) にある寓話を典拠にしている。
また、ブリューゲルを触発したと思われるハンス・ボルの銅版画『盲人の寓話』には、フランス語、ラテン語、フラマン語で「汝は盲人か、そして汝は自分が盲人たることを認めているか、どんな指導者をも得るな、あるいは彼の目をしっかりと確認せよ、さもなくば汝は自らを危険に追い込むことになる」と記述されている。ブリューゲルの『12のフランドルの諺』の銅版画シリーズにも、本作の第3と第4の盲人をモティーフにしたと思われる主題があり、そこには「常に細心の注意をもって歩きなさい。あらゆることに神以外の者に忠実であったり、信用してはならない」と書かれている。
ブリューゲルと同時代のカトリックの女性詩人アンナ・ベインスも、本作の前年の1567年に出版された「リフレイン詩集」で「主よ、盲人たちに汝の小径を示す新しい灯を汝の教会に灯してください」と記している。さらに、以下のように嘆いている。「これまでに今ほど盲目について聞かれることがあろうか。/人間のいるところには、それだけ多くの信仰がある。…民衆は異端者たちに夢中になっているため/ほとんどあるいは何の実りもない。/すべては異端者たちの不純な空気に汚されている。」

## 作品

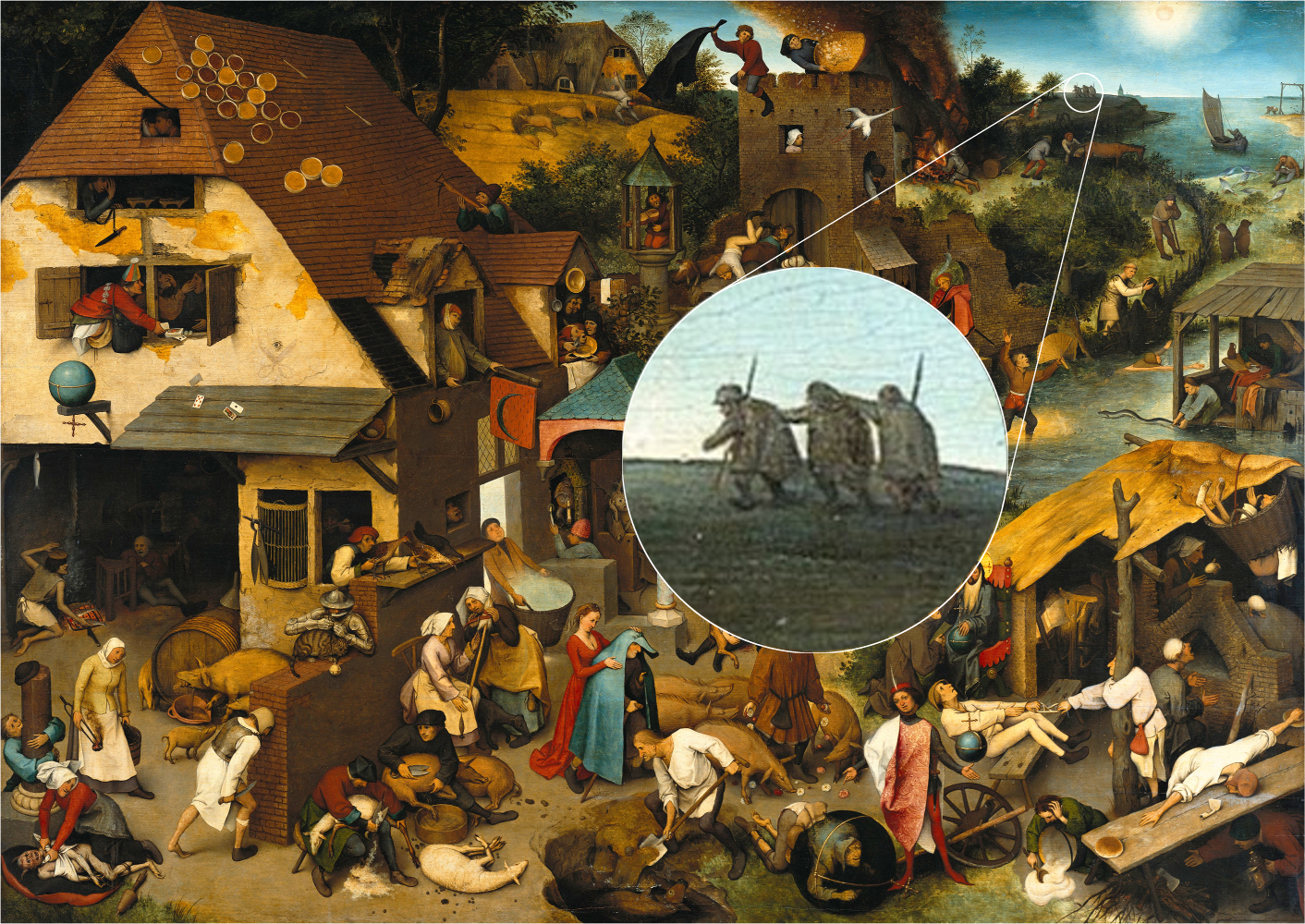
『ネーデルラントの諺』の遠景右側に描かれている3人の盲人

ブリューゲル以前にもこの図像はポピュラーなもので、ハンス・ボル、コルネリス・マサイスなどの銅版画で描かれていた。中でも、マサイスの作品は最もブリューゲルに影響を与えたと思われる。しかし、この作品では、背景は樹木と草だけしかなく、登場する人物も4人だけである。
本作以前に、ブリューゲル自身も『ネーデルラントの諺』 (1559年、ベルリン絵画館) で3人連れの盲人を、また素描で2人連れの盲人を描いているが、それらの作品では情景描写に留め、やがて起こる災難を扱っていない。
ブリューゲルの本作品は、コルネリス・マサイスの同主題作品に比べてはるかに複雑な画面構成を持つ。画面を左上から右下へ横切る対角線に沿って、6人の盲人たちの列が描かれている。先頭のリーダーは、不幸にも仰向けに小川に転倒している。第2の盲人も不安な表情で顔面を歪めながら、転倒し始めている。連鎖反応で第3の盲人の足元もおぼつかない。第4、第5の盲人も肩に置いた手に不安を覚えている。何の不安もなく歩を進めるのは最後尾の盲人だけである。ブリューゲルは、これらの盲人たちをあたかも眼科医のような観察により描いている。眼球を抉り出されたもの、眼球が委縮した者、炎症によって瞼が癒着した者など、様々な盲目の状態が表されているのである。彼らの服装や持ち物も見事に描き分けられている。そして、これらの盲人たちが大きく描かれていることは鑑賞者を驚かせる。

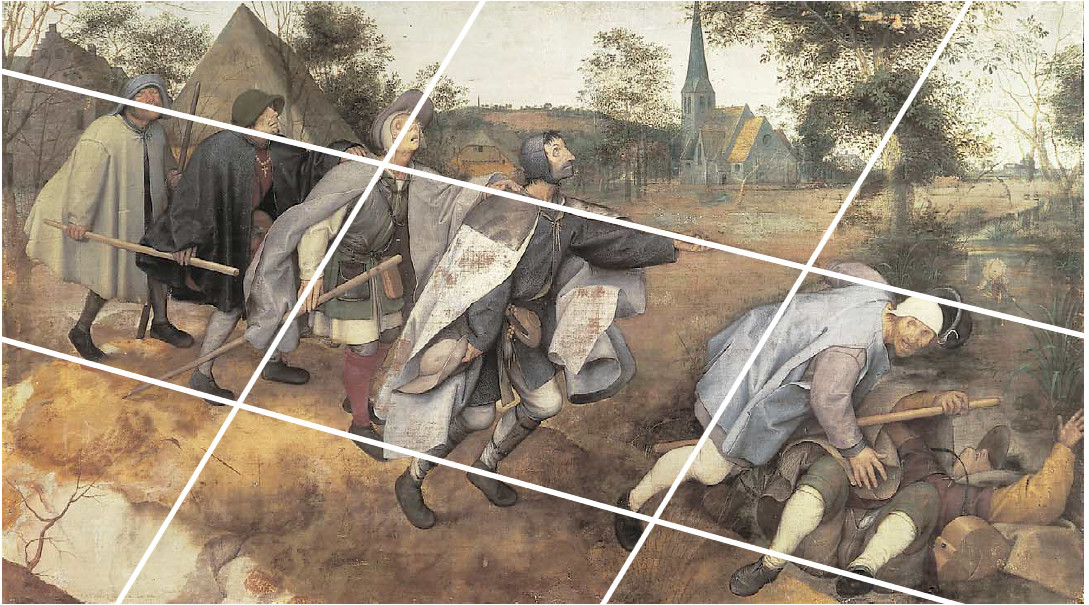
対角線構図により、画面に緊張感と動きの感覚が付与されている。

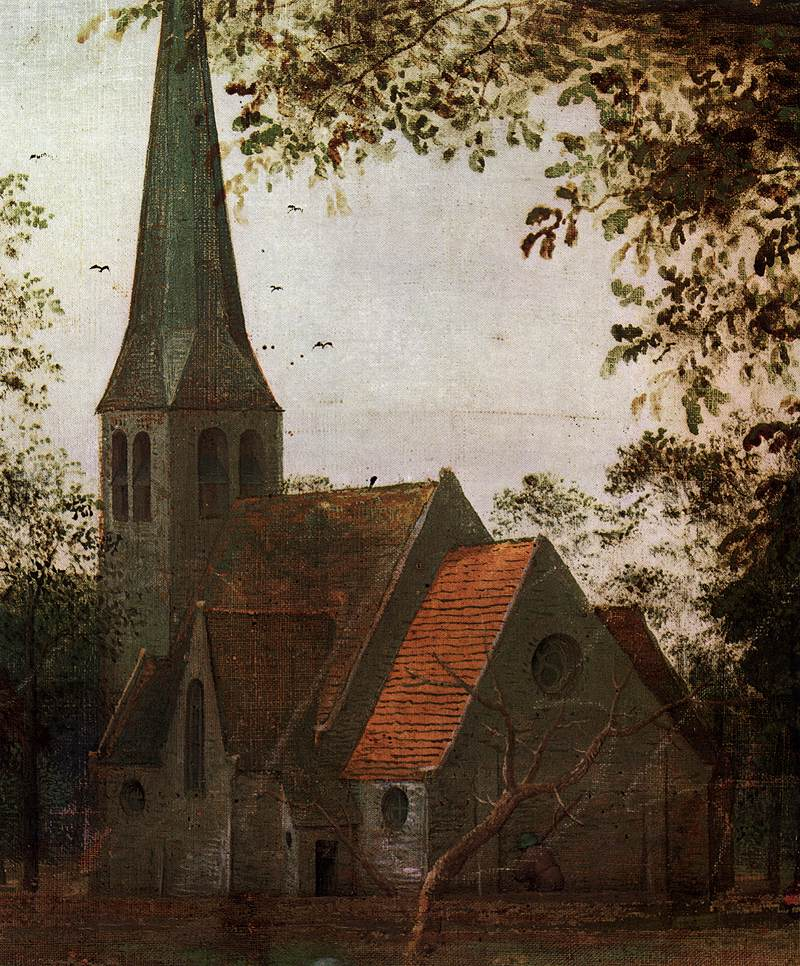
シント・アンナ聖堂。この聖堂が画面に描かれていることにより、多くの対立する解釈を招くことになった。

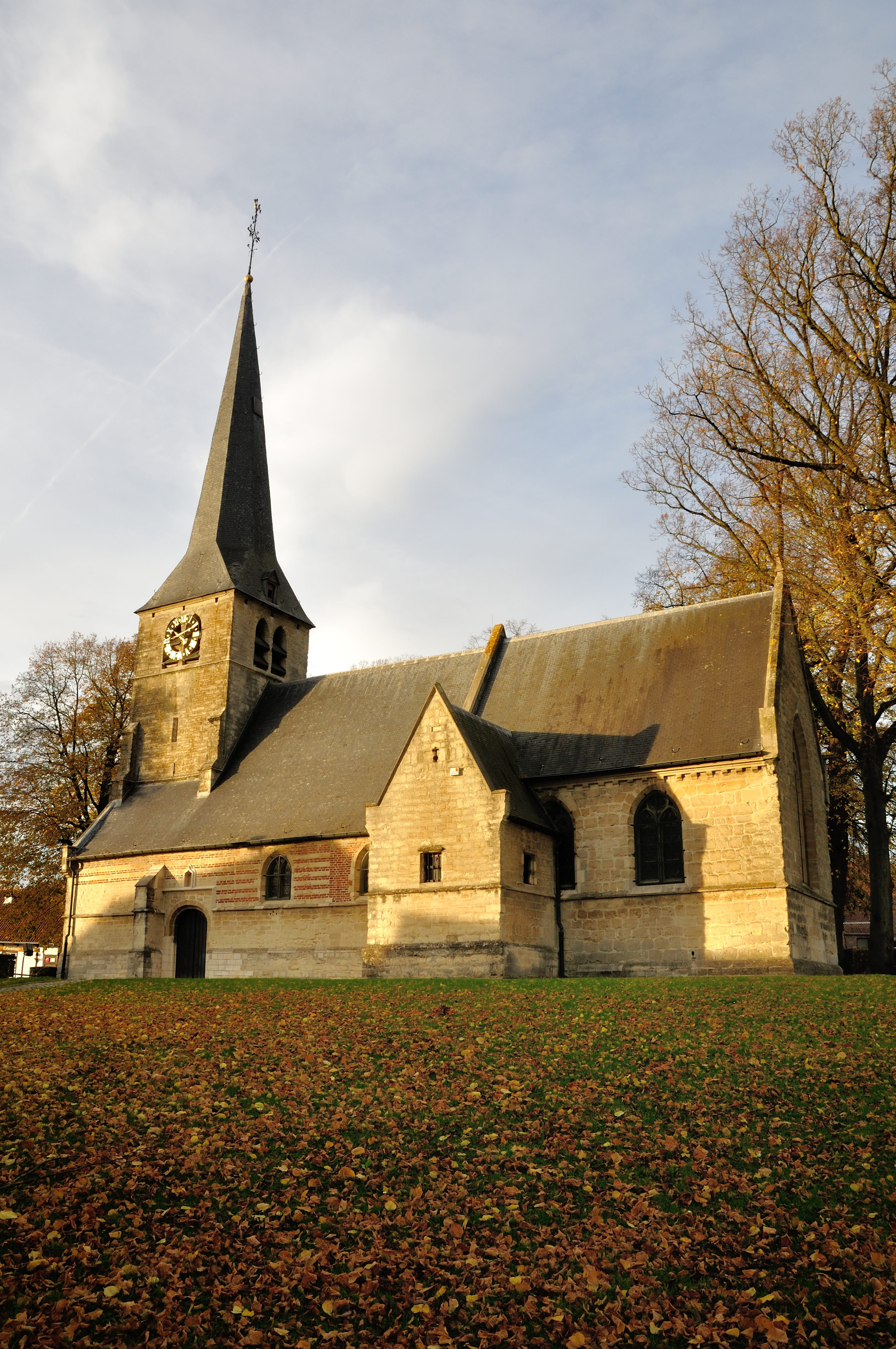
現在のシント・アンナ聖堂

本作の背景には聖堂が描かれているが、転落につながる杖を持つ第3番目の老人の左手の真上にあり、本作が福音書の寓話に由来するものであることを示している。この聖堂はブリュッセル郊外にあるシント・アンナ・ペーデにあるシント・アンナ聖堂であると同定された。
さらに2012年、郷土史の観点からブリューゲルを紹介しているアルベルト・ド・スフレイヴェル氏が教皇ボニファティウス8世が発布した教書を発見した。この文書の中に、シント・アンナ聖堂近くに聖エリザベート施療院があったことを立証する一節があった。とすると、ブリューゲルは、この地域で施療院に向かう盲人たちに遭遇したのかもしれない。